# Orogeneza
Orogeneza (gr. ὄρος  – „góra” i γένεσις  – „tworzenie, początek”) – ruchy orogeniczne, górotwórczość, ruchy górotwórcze, fałdowanie.
1. Powstanie gór wskutek ruchów tektonicznych.
2. Intensywne, krótkotrwałe i nieodwracalne ruchy skorupy ziemskiej obejmujące dość ograniczone obszary. Zwykle orogenezie towarzyszy plutonizm. Jest to definicja klasyczna.
3. Epoka górotwórcza.
Współcześnie uważa się, że powstawanie gór zachodzi na granicach płyt tektonicznych, gdy w strefie kontaktu naprężenia prowadzą do wyniesienia jednych bloków skalnych ponad inne (jako fałdy lub uskoki), lub gdy zachodzą intensywne procesy magmatyczne – powstające wtedy góry mają charakter wulkaniczny. Przez lata przyjmowano, że prekursorem łańcucha górskiego jest geosynklina, czyli zagłębienie terenu gromadzące osady, które zostają następnie ściśnięte i wypiętrzone. Dziś odchodzi się od tego prostego obrazu w kierunku złożonej klasyfikacji możliwych warunków orogenez, wśród których tylko niektóre pasują do założeń dawnej teorii geosynkliny. Niektóre istotne aspekty związane ze współczesnymi wynikami geologii poruszone są również w artykułach: geosynklina, terran.

## Zarys teorii geosynkliny

### Wczesne stadium formowania geosynkliny
Dominuje tu subsydencja i poszerzanie obszaru geosynkliny. Występują wylewy szczelinowe skał zasadowych (lawa poduszkowa), intruzje (dajki, sille, skały plutoniczne synorogeniczne (wczesnoorogeniczne) i piroklasty, głębokomorskie osady (formacja łupkowo-szarogłazowa).
Stadium kończy się powstaniem wyniesień i rozczłonkowaniem systemu geosynklinalnego.

### Dojrzałe stadium przedorogeniczne
Geosynklina ulega stopniowemu skróceniu, co czasami pociąga za sobą transgresje morskie na platformę kontynentalną (powstaje formacja wapienna), tworzą się także archipelagi wysp i rowy, co zmienia reżim sedymentacyjny geosynkliny, dochodzi do formowania się głębokomorskiego osadu, jakim jest flisz.
Wulkanizm szczelinowy zastępuje wulkanizm centralny (formacja porfirytowa – porfiry, andezyty), zwiększa się udział piroklastów. Pod koniec stadium dochodzi synorogenicznych intruzji batolitowych formacji granodiorytowej.

### Ogólna inwersja i powstawanie gór fałdowych
Fałdy konsedymentacyjne, struktury grawitacyjne, nasunięcia. Powstają wyniesione obszary lądowe – wyspy. Formuje się dolna molasa (inaczej szlir – molasa morska), powstają osady ilaste i piaszczyste (drobne). W lagunach molasy tworzą się w zależności od klimatu osady węglonośne albo ewaporaty.

### Właściwa faza orogeniczna
Wzrasta prędkość ruchów wznoszących. Występuje obniżanie rowów przedgórskich i wypełnianie ich molasą górną, która albo jest czysto lądowa, albo zawiera duży procent osadów lądowych (aluwia, zlepieńce, osady fluwioglacjalne). Molasa górna jest produktem niszczenia szybko wynurzanego górotworu. Subformacją molasy górnej mogą także być wapienie muszlowe – osad morski. Molasa górna często zawiera złoża bituminów.
Spękaniami górotworu wydostaje się magma – powstają stratowulkany (formacja andezytowo-liparytowa). Występuje wulkanizm subsekwentny, finalny.
Najintensywniej rozwija się tektonika grawitacyjna i formują się nasunięcia. Na końcu dochodzi do zupełnego wynurzenia górotworu i zaniku molas w wyniku wypełnienia zbiornika sedymentacyjnego.
W trakcie orogenezy dochodzi do:
- sfałdowania osadów w obrębie geosynkliny
- wypiętrzenia osadów w postaci łańcuchów gór fałdowych
- na kratonach orogeneza powoduje powstawanie pionowych przemieszczeń prowadzących do powstania gór zrębowych.

## Główne orogenezy
Główne orogenezy w historii geologicznej Ziemi to (od najmłodszej):
- orogeneza alpejska
- orogeneza hercyńska
- orogeneza kaledońska
- orogeneza bajkalska
- orogeneza kadomska (kadomijska, assyntyjska)
- orogeneza katangijska
- orogeneza dalslandzka
- orogeneza gotyjska
- orogeneza grenwilska
- orogeneza panakean
- orogeneza hudsońska
- orogeneza karelska
- orogeneza algomijska
- orogeneza kenorańska
- orogeneza białomorska
- orogeneza saamijska

Dzielą się one na fazy górotwórcze, czyli okresy nasilenia ruchów górotwórczych na niektórych obszarach Ziemi.